# A Place to Stand
A Place to Stand é um filme de drama em curta-metragem canadense de 1967 dirigido e escrito por Christopher Chapman. Venceu o Oscar de melhor curta-metragem em live action na edição de 1968.